# Бой в Пало-Секо
Бой в Пало-Секо (исп. Batalla de Palo Seco) — один из боёв Десятилетней войны, произошедший 2 декабря 1873 года в Пало-Секо в провинции Лас-Тунас. Бой считается одним из самых эффективных «конных атак с мачете» в войнах за независимость Кубы.
Предысторией события был штурм и захват форта Ла-Занха войсками генерал-майора Висенте Гарсии Гонсалеса. Трофеи были спрятаны в районе Гуараманао, но позже были перенесены в другое место из соображений безопасности. Испанская колонна, действовавшая в этом районе, узнала о существовании арсенала и попыталась захватить его.
Как только Максимо Гомес узнал о приближении вражеской колонны, он немедленно собрал 3000 человек, проинформировал о ситуации и отправил вперёд авангард из 40 всадников под командованием подполковника Бальдомеро Родригеса, а сам двинулся следом.
Во второй половине дня испанцы заметили кубинский авангард в саванне Пало-Секо и бросили на него свою кавалерию и даже пехоту, с целью истребить его. Родригес имитирует отход и подставляет противника под огонь стрелков основной группы. В результате разгоревшегося боя и конной контратаки повстанцев окруженные превосходящими силами испанцы потеряли 300 человек убитыми, включая командира колонны, и 70 пленными. Кубинцы захватили 208 винтовок, 12 000 патронов, 57 лошадей, 27 мулов, медикаменты, одежду и обоз. С кубинской стороны было всего 3 убитых и 17 раненых.
Части солдат во главе с майором Мариатеги удалось бежать в Сан-Рафаэль, но там их заставили сдаться бойцы Родригеса, после того как атаковали окопы.